# S long
Cette page contient des caractères spéciaux ou non latins. S’ils s’affichent mal (▯, ?, etc.), consultez la page d’aide Unicode.

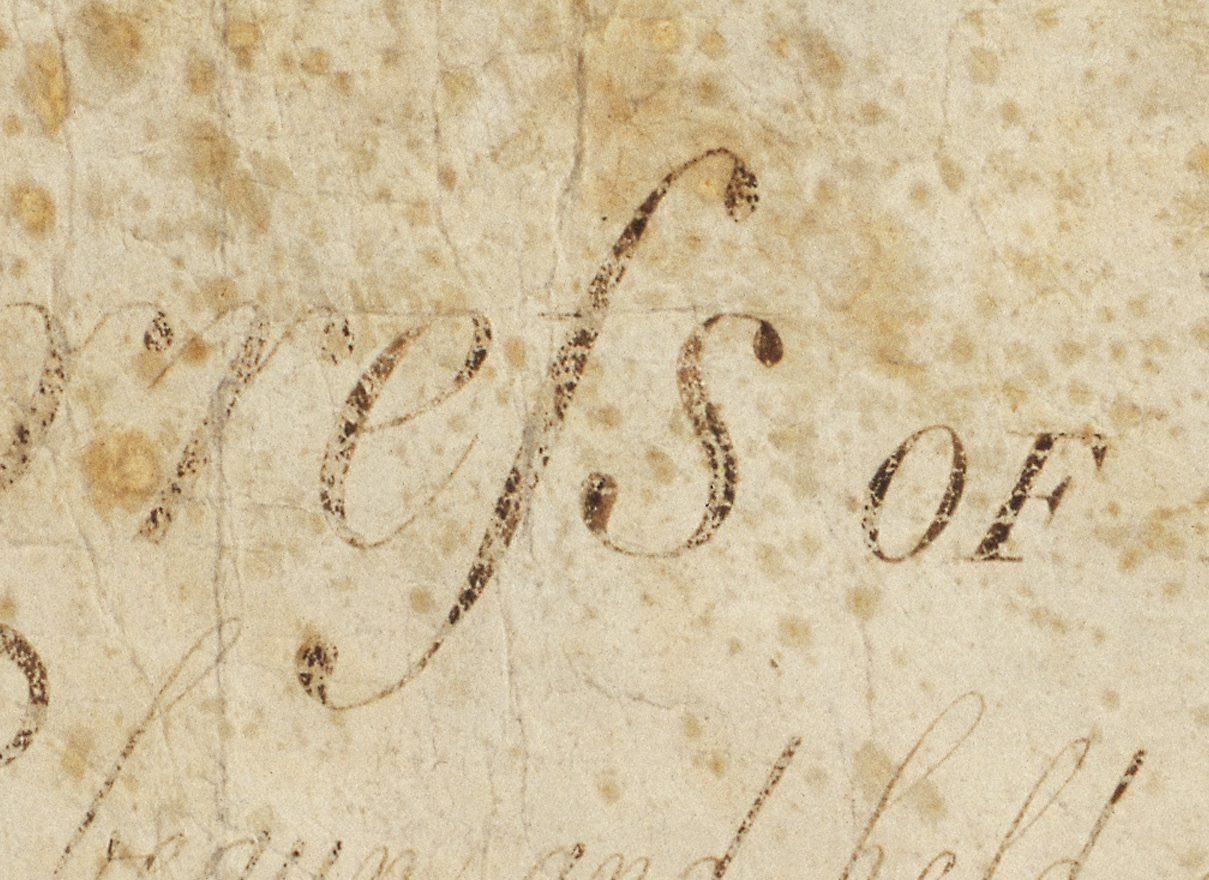
Détail du Bill of Rights du Congrès des États-Unis montrant un s long en italique.

Plusieurs s longs.

Le s long (ſ) est la forme ancienne de la lettre s minuscule. Depuis l'uniformisation de l’écriture par Charlemagne et l’apparition de la caroline ou minuscule carolingienne, on n’utilisait que le s long, qu’un lecteur non averti confondrait aujourd’hui avec un f. Plus tard est apparu le s final ou s rond, d’abord utilisé exclusivement en fin de mot. La graphie du s long (ſ) était employée principalement pour distinguer le phonème du s rond graphique, non prononcé (ainsi dans le mot eſpèces).
L’usage du s final se généralisa peu à peu, jusqu’à se substituer complètement au s long. Le texte de la Constitution des États-Unis d’Amérique, par exemple, emploie le s long uniquement là où le s est double, comme dans les mots Congreſs, Claſs, Busineſs.
Le s long a subsisté en langue française et en anglais jusqu’à la Révolution industrielle. Il n’est plus en usage de nos jours, mais il subsiste en Allemagne.
L’illustration ci-contre montre des œils possibles dans une police à empattements (serif en anglais) et une police sans empattements, en romaine et en italique.
Cette lettre n’existe qu’en minuscule, ce qui explique pourquoi la ligature ß (eszett), composée d’un s long suivi d’un s rond (ou d’un z) suivait le même principe : en capitales, ſ et ß (ſ+s ou ſ+z pour l’allemand) passaient toujours à S et SS (ou SZ dans certains noms propres). L’eszett existe aussi sous forme d’une capitale U+1E9E ẞ capitale latine eszett .

## Origines et tracé
Le s long, issu de la cursive latine est arrivé à nous par la demi-onciale latine (apparue vers le IVe siècle ; on en trouve les prémices dès la nouvelle cursive romaine), il s’est transmis à toutes les écritures latines postérieures. Son utilisation, au départ, ne suivait pas de règles strictes. Simple variante manuscrite du s, son tracé a beaucoup varié selon l’écriture, sa localisation et le scribe. Il pouvait d’ailleurs être utilisé seul et en toute position en remplacement du s rond. Au fil du temps, cependant, il en est venu à remplacer s dans toutes les positions sauf en finale.
La variante italique, dans les textes imprimés, possède souvent une jambe descendant sous la ligne de base. Il n’est pas rare non plus que l’on ajoute un empattement à gauche, à hauteur d’x, qui le fait ressembler à un f :
Le s long, du fait de son tracé, est sujet à de nombreuses ligatures, dont ſ+s, qui donne ß dans de nombreuses langues. Seul l’allemand a conservé cette ligature, nommée scharfes S ou eszett. Elle pourrait, dans cette langue, provenir d’une ligature ſz qui, écrite en écriture gothique puis en Fraktur et en Sütterlinschrift, ressemble plus à ſʒ.

Fréquence littéraire des mots « laſt » et « last » en anglais entre 1700 et 1900.

Cette convention (ainsi que les nombreuses ligatures avec s long) s’est conservée dans l’imprimerie jusqu’au XIXe siècle, pendant lequel l’usage, déjà fluctuant à la fin du XVIIIe siècle (dans un même ouvrage, les deux s pouvaient être utilisés en concurrence avec l's unique), se perd entièrement.
Actuellement, des lecteurs ou des éditeurs non avertis confondent fréquemment le s long avec un f. La plupart des logiciels de reconnaissance optique de caractères interprètent le s long comme un f. La confusion est souvent due à la présence de l’empattement supplémentaire.

## Emplois
Le s long a été employé par quasiment toutes les langues d’Europe ayant connu l’alphabet latin. Voici quelques exemples d’utilisation.

### En français

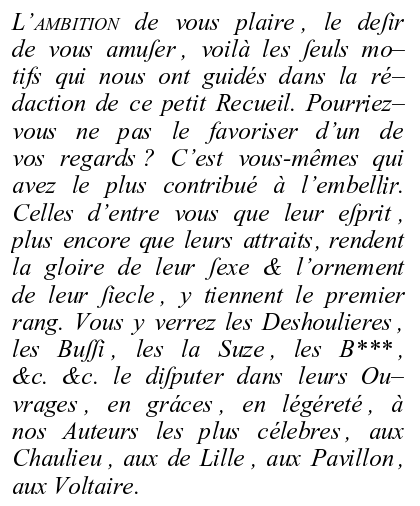
S long et s rond (police : Times New Roman).

Le texte à gauche représente un extrait de l’épître dédicatoire du Calendrier de Paphos de Voltaire tel qu’imprimé en 1778. Il a été reproduit en incluant les s longs et les s ronds ainsi que le faisaient la typographie et l’orthographe manuscrite de l’époque. La typographie de l’époque se distingue également de la typographie moderne par l’utilisation d’une espace avant la virgule. Le placement et la nature des accents diffèrent par rapport aux graphies actuelles.
Le s long suivi d’un autre s pouvait s’écrire de plusieurs manières, au choix du typographe (et parfois sans grande cohérence), comme deux s longs ou avec un s long suivi d’un s rond, ce qui a pu aboutir à la ligature ß qui n’était pas, par le passé, limitée à l'allemand.
En français, bien que plus rare, cette ligature se rencontre en concurrence avec la forme sans ligature, jusqu’à la disparition du s long. On la trouve par exemple dans La maniere de bien traduire d’une langue en aultre : d’advantage de la punctuation de la langue françoyse, plus des accents d’ycelle d’Étienne Dolet, édition de 1540 (profeßion, p. 3) ou dans les Euures de Louïze Labé, Lionnoize, reuues & corrigees par ladite Dame de 1556, laquelle édition ne se montre pas très systématique dans ses choix : page 9, on lit poußé mais, juste en dessous paſſer, lequel verbe est cependant écrit paſsé p. 4. De plus, si l’éditeur a employé la ligature ſt (ﬅ) attendue (reſté, p. 4, eſtoit p. 9), c’est cependant une ligature avec un s rond (ﬆ) qui est parfois utilisée (festin, p. 9, estois p. 120).
Corneille a proposé, lorsque la lettre s est située entre une voyelle et une consonne, de ne conserver l’s long que lorsqu’il marque l’allongement de la voyelle précédente : il souhaitait indiquer ainsi la différence de valeur du caractère entre des mots tels que reste (s normal sourd) et tempeſte (allongement de la voyelle qui précède). Cette convention n’a finalement pas été suivie. Les mots concernés prennent aujourd'hui un accent circonflexe.
Voici des tracés possibles pour ces caractères :

#### Composition typographique
Une vérification empirique des publications  règles de composition typographique des XVIIe siècle et XVIIIe siècle tendent à être les suivantes.
- L’esse ronde (s) est employée :
  - à la fin des mots (ils, hommes) ;
  - avant une apostrophe (s’il, s’eſt) ;
  - avant une effe (ſatisfaction, toutesfois) ;
  - avant un bé (presbyter) ;
  - avant une ache (déshabiller, déshonnête).
  - avant le trait d'union d'un nom composé (tres-bien), bien que les ouvrages du XVIe siècle composent avec le esse long en ce cas (treſ-bien)
- L’esse longue (ſ) est employée en position initiale et médiane, exception faite des cas précédents (ſans, eſt, ſubſtituer), y compris :
  - avant les césures à la fin d’une ligne (leſ-quels, paſ-ſer, déſ-honneur), bien que certains ouvrages composent avec l’esse ronde en ce cas (les-quels, pas-ſer, dés-honneur) ;
  - avant le point abréviatif (Geneſ.).
- Au XVIe siècle et au début du XVIIe siècle, il était commun de composer, dans les textes en italique, la ligature de l’esse longue et de l’esse ronde (ß) pour une double esse alors même que l’on composerait en romain avec la ligature de deux esse longues (ſſ) (Confeßions en italique, mais confeſſion en romain).

### En allemand

Wachs-Tube et Wach-Stube.

En allemand, surtout dans la graphie dite Fraktur, l’utilisation des deux s n’obéit pas seulement à des contraintes contextuelles mais aussi morphologiques : le s rond est employé en fin de mot ou d’élément de mot composé, ce qui nécessite, pour écrire correctement, de connaître la langue. Ainsi, Wachstube, tel qu’il est écrit actuellement, peut être analysé et prononcé de deux manières:
- Wachs + Tube : « tube (Tube) de cire (Wachs) » /vaks.tuːbə/;
- Wach + Stube : « chambre (Stube) de veille (Wach) » /vax.ʃtuːbə/.

La graphie levait autrefois l’ambigüité : Wach + Stube s’écrivait Wachſtube tandis que Wachs + Tube s’écrivait Wachstube. L’utilisation d’un s rond marquait la fin virtuelle d’un mot en composition (à la manière du Deshoulieres de Voltaire dans le texte cité plus haut).

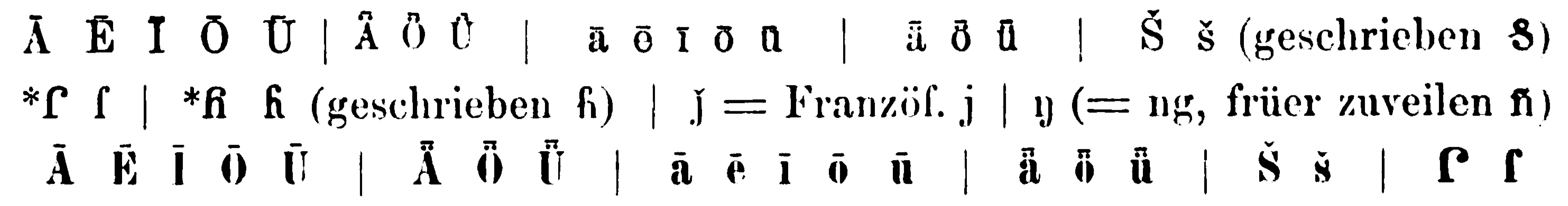
Lettres de l’orthographe de la revue Reform, avec les majuscule et minuscule du s long en septembre 1893.
Majuscule et minuscule du s long de l’orthographe de la revue Reform dans les années 1890.

L’allgemeinen Vereins für vereinfachte Rechtschreibung a utilisé le s long, ainsi qu’un majuscule basée sur la forme minuscule, dans les années 1890 dans sa propostion de réforme de l’orthographe allemande notamment dans la revue Reform.
Dans l’orthographe actuelle de cette langue, seule la ligature ß (scharfes S) subsiste, ligature qu’on peut faire remonter à ſ et s ou ſ et z. Encore est-elle d’utilisation réduite à la suite d’une réforme importante de l’orthographe en 1998.

### En anglais
Le « s long », en anglais, n’est plus utilisé. Il y avait ambigüité quant à la différenciation avec le f minuscule, de par le fait que celui-ci n’est pas barré, tout comme le "s long". Ainsi, dans la littérature anglaise du XVIIe – XVIIIe siècle, il y a quasi-similitude entre ces deux caractères, ce qui peut prêter à confusion si le lecteur se trouve face au texte original, non-modifié pour la lecture contemporaine.

#### Composition typographique
Une vérification empirique des publications règles de composition typographique des XVIIe siècle et XVIIIe siècle tendent à être les suivantes.
- La esse ronde (s) est employée :
  - à la fin des mots (his, complains, ſucceſs) ;
  - avant une apostrophe (clos’d, us’d) ;
  - avant une effe (ſatisfaction, misfortune, transfuſe, transfix, transfer, ſucceſsful) ;
  - après une effe (offset) exception faite des césures (off-ſet) ;
  - avant un bé, dans les textes du XVIIe siècle et de la première moitié du XVIIIe siècle (husband, Shaftsbury) au contraire de ceux de la seconde moitié du XVIIIe siècle (huſband, Shaftſbury) ;
  - avant un ka, dans les textes du XVIIe siècle et de la première moitié du XVIIIe siècle (skin, ask, risk, masked) au contraire de ceux de la seconde moitié du XVIIIe siècle (ſkin, aſk, riſk, maſked) ;
  - avant le trait d'union d'un nom composé (croſs-piece, croſs-examination, Preſs-work, bird's-neſt). Lorsque le premier élément se conclut par une double esse, les mots sont normalement unis d'un trait (Croſs-ſtitch, Croſs-ſtaff) ou occasionnellement soudés, la esse ronde explicitant la jonction des deux mots (Croſsſtitch, croſsſtaff).
- La esse longue (ſ) est employée en position initiale et médiane, exception faite des cas précédents (ſong, uſe, preſs, ſubſtitute), y compris :
  - avant les césures à la fin d’une ligne (neceſ-ſary, pleaſ-ed), même lorsque cela contrevient aux règles précédentes (Shaftſ-bury and huſ-band), bien qu’il y ait des exceptions à cela (Mans-field) ;
  - les doubles esse sont normalement composées de deux esses longues en position médiane et d’une esse longue suivie d’une esse courte en position finale (poſſeſs, poſſeſſion), bien que les règles de composition de certains livres de la fin du XVIIIe siècle et du début du XIXe siècle s’alignent sur celles de l’écriture manuscrite en généralisant la esse longue suivie d’une esse courte en position médiale et finale.
  - avant le point abréviatif (Geneſ.).
- Au XVIe siècle et au début du XVIIe siècle, il était commun de composer, dans les textes en italique, la ligature de la esse longue et de la esse ronde (ß) pour une double esse alors même que l’on composerait en romain avec la ligature de deux esse longues (ſſ) (witneße, aßuring, thankfulneße, goodneße, bleßings en italique).

## Préservation du caractère
Les mathématiques emploient un dernier avatar du s long comme symbole de l’intégrale : {\displaystyle \textstyle \int }. Le co-inventeur du concept de somme intégrale, Leibniz, a utilisé le premier mot de l’expression en latin, summa, (« somme »), écrit ſumma et en a conservé l’initiale.
Il existe dans l’alphabet phonétique international une autre variante du s long nommée esh ʃ, qui sert à noter la consonne fricative post-alvéolaire sourde que l’on entend au début du mot chat en français (noté par le digramme ch). On le trouve maintenant dans les orthographes récentes de plusieurs langues en Afrique (comme le dagbani au Ghana, le songhoy et le tamasheq au Mali ou encore le pandikeri en Ouganda). Sa capitale n’est pas un S mais soit une sorte de sigma capital grec, Ʃ, soit une version de grande taille de la minuscule dans l’alphabet international de Niamey, tracé préférable pour les langues d’Afrique.
Ces deux caractères se tracent toujours, en romaine comme en italique, avec une hampe descendant sous la ligne.

## Représentation informatique
Cette lettre possède les représentations Unicode suivantes :
| formes    | représentations | chaînes de caractères | points de code | descriptions                   |
| --------- | --------------- | --------------------- | -------------- | ------------------------------ |
| minuscule | ſ               | ſ                     | U+017F         | lettre minuscule latine s long |

## Codage informatique
La norme Unicode ne prévoit que des minuscules pour le s long et ses dérivés.
- ſ (U+017F) :
  - UTF-8 : 0xC5 0xBF ;
  - UTF-8 octal : \305\277 ;
  - entité numérique décimale HTML : ſ ;
- ẛ (U+1E9B, s long point suscrit utilisé par exemple dans les manuscrits gaéliques d’Irlande) :
  - UTF-8 : 0xE1 0xBA 0x9B ;
  - UTF-8 octal : \341\272\233 ;
  - entité numérique HTML : ẛ ;
- ﬅ (U+FB05 ; ligature de s long et t) :
  - UTF-8 : 0xEF 0xAC 0x85 ;
  - UTF-8 octal : \357\254\205 ;
  - entité numérique HTML : ﬅ.

Le symbole de l’intégrale est codé par un autre caractère :
- ∫ (U+222B) :
  - UTF-8 : 0xE2 0x88 0xAB ;
  - UTF-8 octal : \342\210\253 ;
  - entité numérique décimale HTML : ∫.

Enfin, pour l'esh de l’alphabet phonétique international et présent dans l’orthographe de plusieurs langues d’Afrique (cf. alphabet africain de référence) :
- ʃ (U+0283) :
  - UTF-8 : 0xCA 0x83 ;
  - UTF-8 octal : \312\203 ;
  - entité numérique décimale HTML : ʃ.

La version capitale n’est utile qu’aux langues africaines. Selon la langue, elle peut prendre une forme similaire à celle de l'esh minuscule ou la forme d'un sigma majuscule. Bien que l'alphabet africain de référence préconise la première forme, la seconde forme est celle qui est représentée par la plupart des polices de caractères :
- Ʃ (U+01A9) :
  - UTF-8 : 0xC6 0xA9 ;
  - UTF-8 octal : \306\251 ;
  - entité numérique décimale HTML : Ʃ.

## Saisie informatique
Il peut se saisir sur les systèmes UNIX, avec la combinaison de touches compose (f + s).